# 刺尾鯛科
刺尾鯛科，輻鰭魚綱鱸形目的一個科。

## 分布
本科魚類廣泛分布於印度太平洋區的熱帶淺水珊瑚礁海域。

## 深度
從0公尺的潮池、潮間帶到深數十公尺之岩礁及珊瑚礁海域，但有些魚種可達50至60公尺深。

## 特徵
本科魚類體呈橄欖型至延長且側扁，尾柄瘦而有力。口小端位，具一列小而密生的門齒狀之齒，齒緣有鋸齒或波狀緣，亦有細長的刷毛狀齒。背鰭1枚，連續且長。側線1條且完整連續。體被櫛鱗，鱗片小且固生於皮膚，使得表皮粗糙如砂紙。尾鰭後緣稍凹入。一般體長約20至30公分之間，但亦可達70公分。本科魚大部分被俗稱為「外科醫生」、剝皮羊或打鐵婆。在尾柄之硬棘及骨板，在掙扎或受威脅時，會使入侵者造成既深且疼痛得傷口，故須小心。另外本科部分魚種有黃化現象，即體色變成黃色或黃色調。

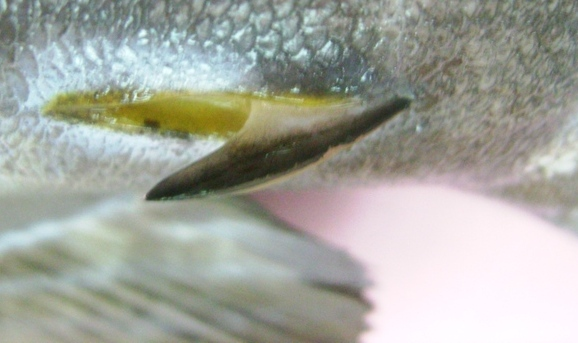
黃鰭刺尾魚(Acanthurus xanthopterus)尾柄部的硬棘

## 分類

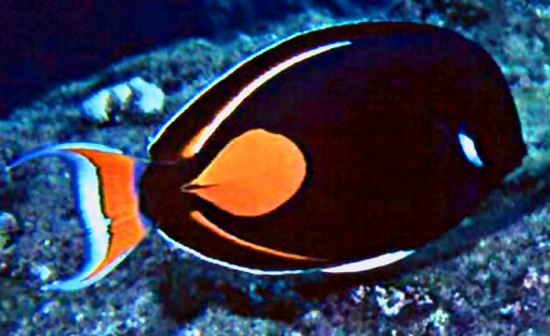
心斑刺尾魚，Acanthurus achilles

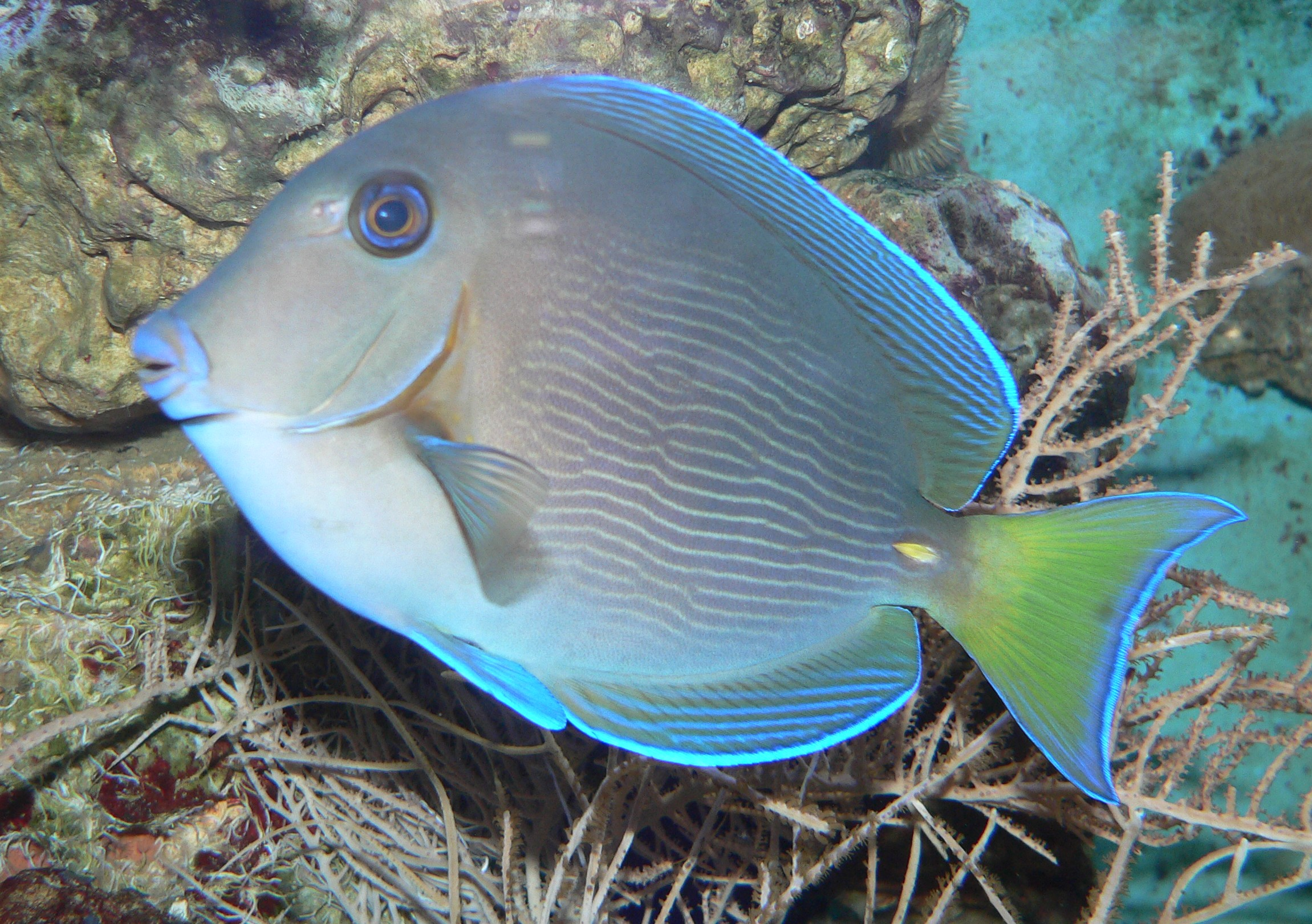
藍刺尾魚，Acanthurus coeruleus

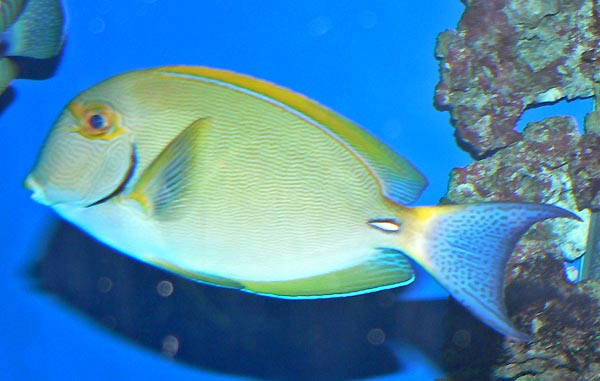
額帶刺尾魚，Acanthurus dussumieri

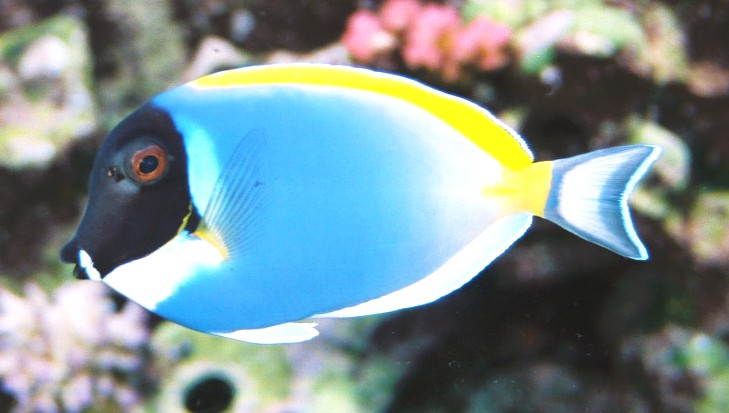
白頰刺尾魚，Acanthurus leucosternon

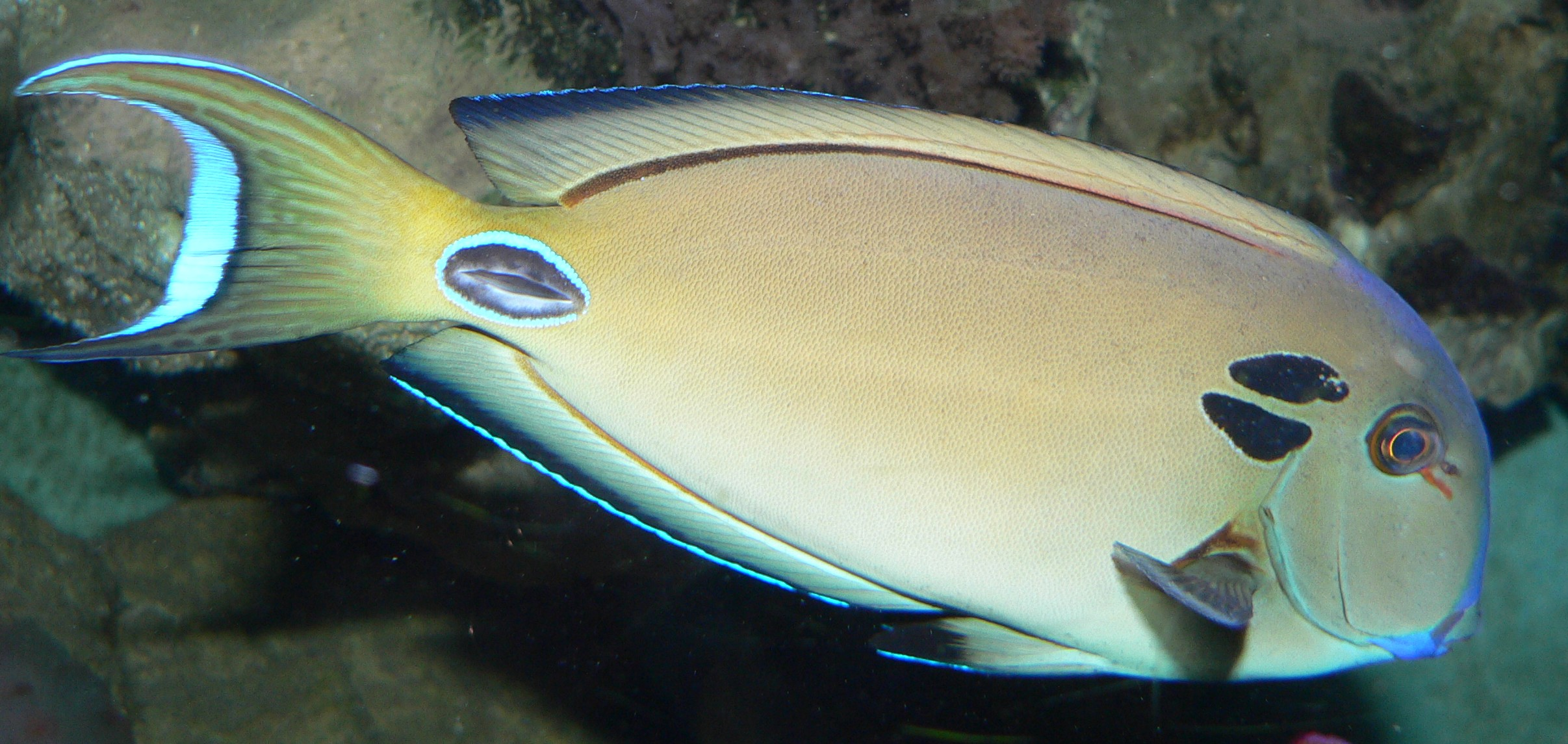
坦氏刺尾魚，Acanthurus tennenti

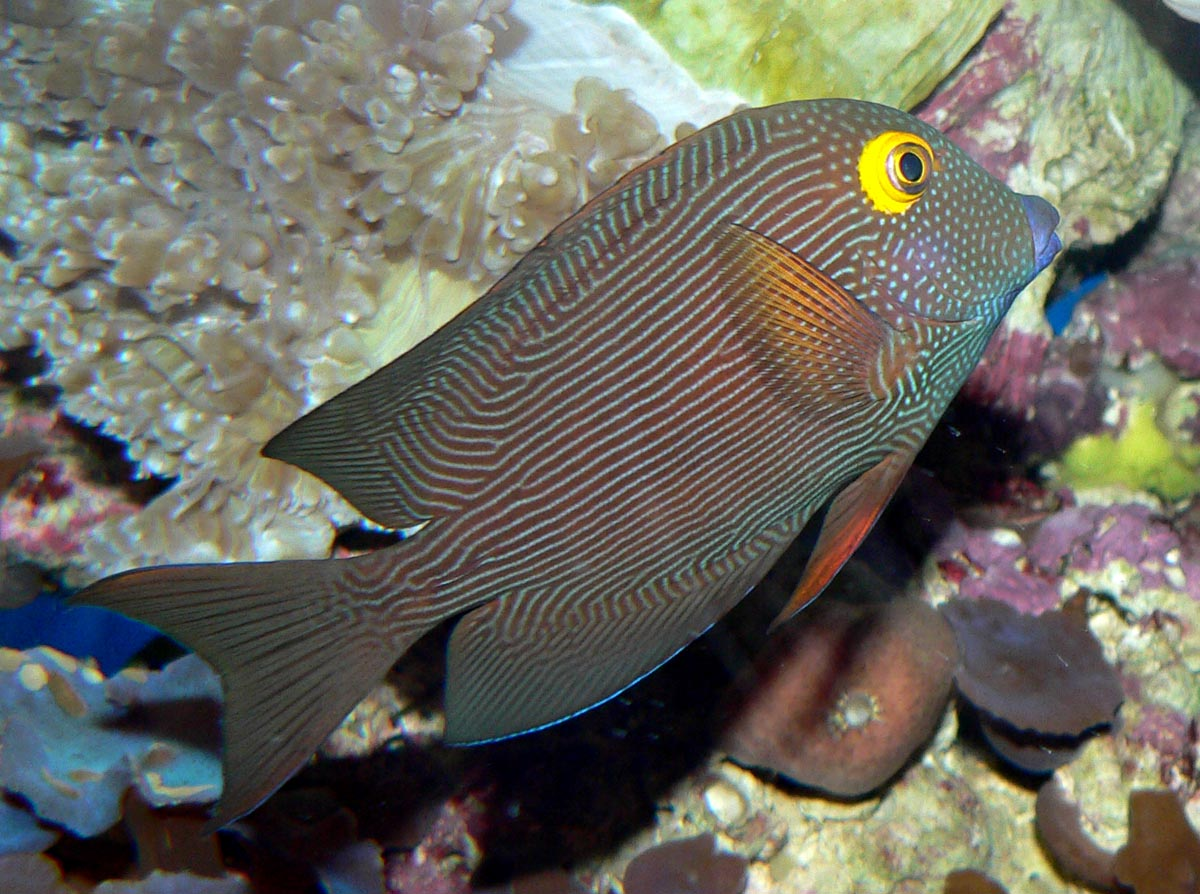
櫛齒刺尾魚，Ctenochaetus strigosus

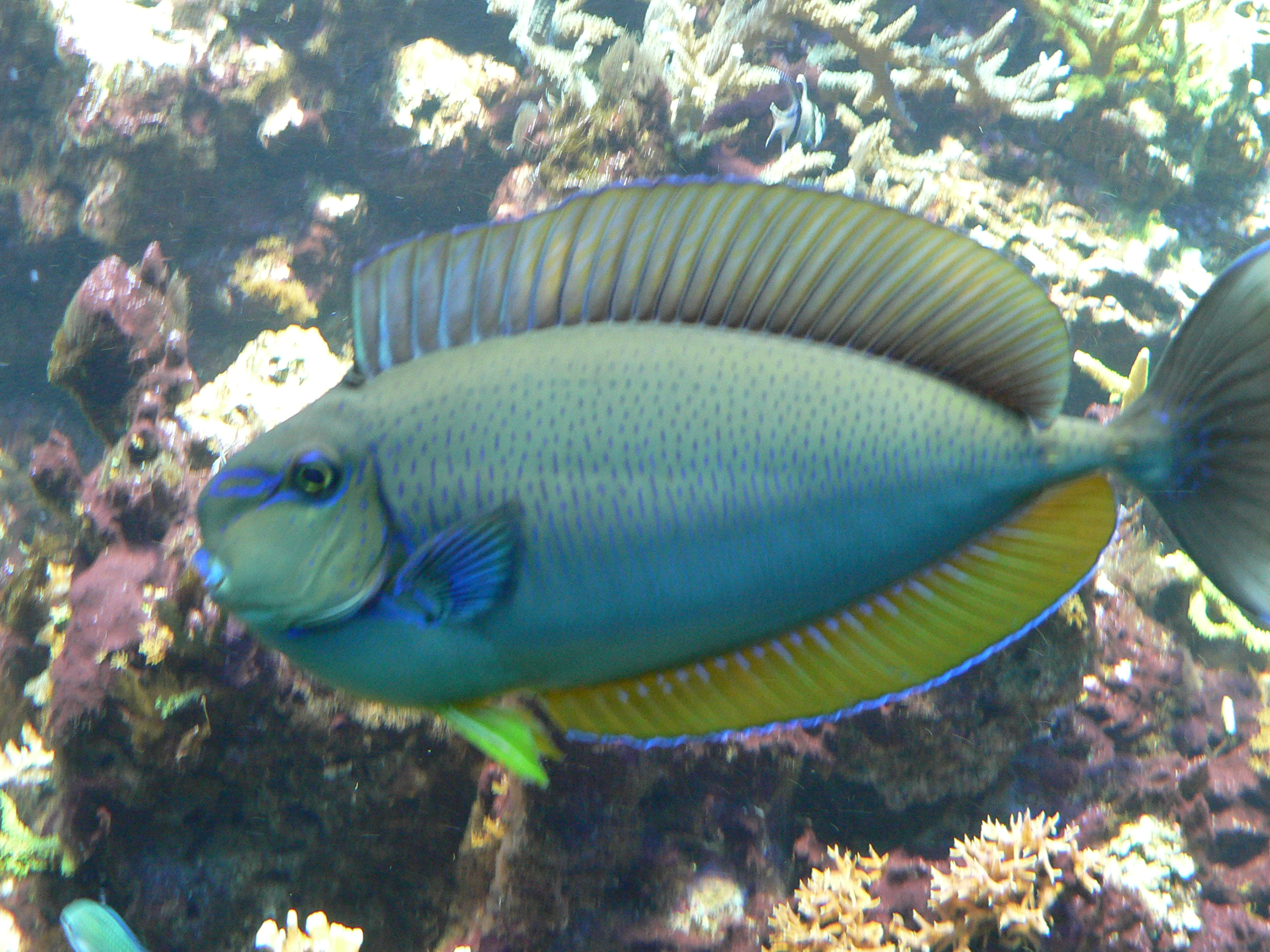
洛氏鼻魚，Naso lopezi

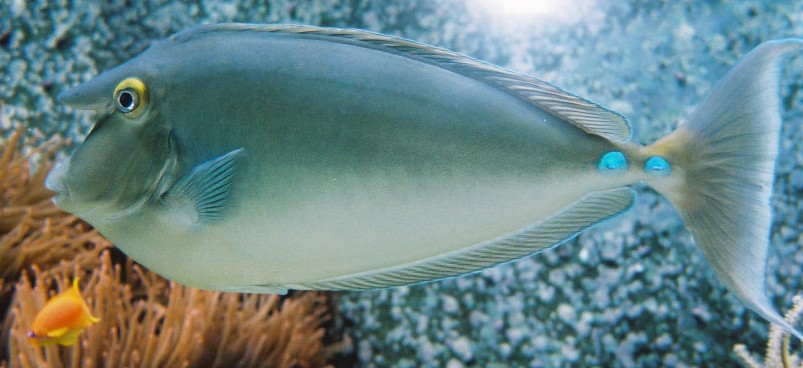
單角鼻魚，Naso unicornis

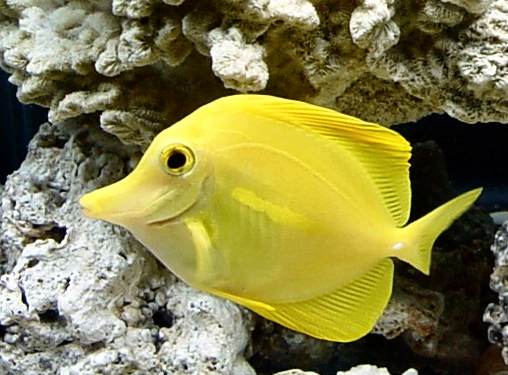
黃高鰭刺尾魚，Zebrasoma flavescens

刺尾鯛科其下分8個屬，如下：

### 櫛齒刺尾魚屬（Ctenochaetus）
- 雙斑櫛齒刺尾魚 Ctenochaetus binotatus ：又稱雙斑櫛齒刺尾鯛。
- 青唇櫛齒刺尾魚 Ctenochaetus cyanocheilus ：又稱青唇櫛齒刺尾鯛。
- 黃尾櫛齒刺尾魚 Ctenochaetus flavicauda ：又稱黃尾櫛齒刺尾鯛。
- 夏威夷櫛齒刺尾魚 Ctenochaetus hawaiiensis ：又稱夏威夷櫛齒刺尾鯛。
- 緣櫛齒刺尾魚 Ctenochaetus marginatus ：又稱緣櫛齒刺尾鯛。
- 涟纹栉齿刺尾鱼 Ctenochaetus striatus ：又稱漣紋櫛齒刺尾鯛。
- 扁體櫛齒刺尾魚 Ctenochaetus strigosus ：又稱扁體櫛齒刺尾鯛。
- 印尼櫛齒刺尾魚 Ctenochaetus tominiensis ：又稱印尼櫛齒刺尾鯛。
- 截尾櫛齒刺尾魚 Ctenochaetus truncatus ：又稱截尾櫛齒刺尾鯛。

### 副刺尾魚屬（Paracanthurus）
- 副刺尾魚 Paracanthurus hepatus (Linnaeus, 1766)：又稱黃尾副刺尾魚。基异名： Teuthis hepatus Linnaeus, 1766

### 多板盾尾魚屬(鋸尾鯛屬)（Prionurus）
- 比夫拉多板盾尾魚 Prionurus biafraensis ：又稱比拉夫鋸尾鯛。
- 印尼多板盾尾魚 Prionurus chrysurus ：又稱印尼鋸尾鯛。
- 側棒多板盾尾魚 Prionurus laticlavius 又稱側棒鋸尾鯛。
- 斑多板盾尾魚 Prionurus maculatus 又稱斑鋸尾鯛。
- 小鱗多板盾尾魚 Prionurus microlepidotus 又稱小鱗鋸尾鯛。
- 點紋多板盾尾魚 Prionurus punctatus 又稱點紋鋸尾鯛。
- 三棘多板盾尾魚 Prionurus scalprum 又稱鋸尾鯛。

### 高鰭刺尾魚屬（Zebrasoma）
- 德氏高鰭刺尾魚 Zebrasoma desjardinii
- 黃高鰭刺尾魚 Zebrasoma flavescens ：又稱黃高鰭刺尾鯛。
- 寶石高鰭刺尾魚 Zebrasoma gemmatum
- 長鼻高鰭刺尾魚 Zebrasoma rostratum
- 小高鰭刺尾魚 Zebrasoma scopas ：又稱小高鰭刺尾鯛。
- 高鰭刺尾魚 Zebrasoma veliferum ：又稱高鰭刺尾鯛。
- 紫高鰭刺尾魚 Zebrasoma xanthurum

## 生態
本科魚類為淺水珊瑚礁區中最顯眼且數量較豐的魚族。屬日行性，夜間以礁穴為躲蔽的休息處所。大部分種類以吃底棲藻類的草食者，但亦有吃浮游生物及碎屑的濾食者。其生殖的尖峰發生於冬季或早春期間，且配合月陰周期，但有些整年皆生產。一般產卵於黃昏，以成對或成群方式。本科魚類之稚魚飄浮期甚長，且型態較一般魚種特殊，在藉著長時期的飄送期，使本科魚的地理散佈較廣泛且快速。

## 經濟利用
本科於在某些熱帶島嶼區是重要的食用魚類，一般體色較美麗的魚種是重要的觀賞魚。很多都是海水觀賞出口的大宗，當然除了豔麗的體色之外，因為本身以海中的藻類為食，在珊瑚海水缸中可以利用來有效控制藻類蔓延。